# رضوان (مشهد)
رضوان (مشهد)، روستایی از توابع بخش مرکزی شهرستان مشهد در استان خراسان رضوی ایران است. این روستای تاریخی و بنام (با نام تاریخی رزان)در یک تا دو فرسنگی شمال شهر تابرانتوس بر سر راه دژ تاریخی کلات و دره کارده قرار دارد. با توجه به گزارش نظامی عروضی، تا آن زمان روستای رزان (رضوان) وجود داشته‌است. این روستا را زادگاه فردوسیدانسته‌اند که البته نادرست است. دروازه معروف رزان که در فاصلهٔ صد متری شمال آرامگاه فردوسیقرار دارد که بیانگر قدمت و تاریخ غنی این روستاست.

## جمعیت
این روستا در دهستان تبادکان قرار دارد و بر اساس سرشماری مرکز آمار ایران در سال ۱۳۸۵، جمعیت آن ۸۵۶ نفر (۲۴۳خانوار) بوده‌است.